# ثيلما أيسن
ثيلما أيسن (بالإنجليزية: Thelma Eisen)‏ هي لاعب كرة قاعدة أمريكية، ولدت في 11 مايو 1922 في لوس أنجلوس في الولايات المتحدة، وتوفيت في 11 مايو 2014 في باسيفيك بلسيدس، لوس أنجلوس ‏ في الولايات المتحدة.